# Шишковидное тело

Положение эпифиза, трёхмерная модель

Эпифи́з (др.-греч. epiphysis — букв. приросток), или шишкови́дное те́ло (лат. corpus pineale, epiphysis cerebri), — эндокринная железа неврогенной группы, представлена небольшим шишковидным телом серовато-красноватого цвета, располагающимся в области четверохолмия среднего мозга. Снаружи эпифиз покрыт соединительнотканной капсулой, от которой внутрь железы отходят трабекулы, разделяющие её на дольки. Вырабатывает мелатонин, серотонин, адреногломерулотропин, диметилтриптамин.
Анатомически относится к надталамической области, или эпиталамусу. Эпифиз относится к диффузной эндокринной системе, однако часто его называют железой внутренней секреции (приписывая его принадлежность к гландулярной эндокринной системе). На основании морфологических признаков эпифиз причисляют к органам, находящимся за гематоэнцефалическим барьером.

## Функции эпифиза
До сих пор функциональная значимость эпифиза для человека недостаточно изучена. Секреторные клетки эпифиза выделяют в кровь гормон мелатонин, синтезируемый из серотонина, который участвует в синхронизации циркадных ритмов (биоритмы «сон — бодрствование») и, возможно, влияет на все гипоталамо-гипофизарные гормоны, а также иммунную систему. Адреногломерулотропин (Farell 1959) стимулирует выработку альдостерона, биосинтез осуществляется путём восстановления серотонина.
Также выделяет диметилтриптамин.
К известным общим функциям эпифиза относят:
- торможение выделения гормонов роста;
- торможение полового развития и полового поведения;
- торможение развития опухолей;
- влияние на половое развитие и сексуальное поведение. У детей эпифиз имеет бо́льшие размеры, чем у взрослых; по достижении половой зрелости выработка мелатонина уменьшается.

## Регуляция синтеза мелатонина
Эпифиз — главный источник мелатонина в организме. У человека до 80 % общесистемного мелатонина вырабатывается именно в эпифизе. Яркий свет блокирует синтез мелатонина, в то время как в темноте циркадный ритм выбросов мелатонина сохраняется благодаря ритмам супрахиазматического ядра.
Свет не проникает напрямую к эпифизу у млекопитающих, в отличие, например, от земноводных, у которых свет действует непосредственно на теменной глаз. Воздействие света на эпифиз осуществляется посредством нервных путей, входящих в так называемую фотонейроэндокринную систему. Основной световой сигнал идёт через ретиногипоталамический путь, который начинается от особых светочувствительных ганглиозных клеток сетчатки и доходит до супрахиазматического ядра (СХЯ) гипоталамуса. Другие пути (геникулогипоталамический и серотонинергический от ядер шва) опосредованно модулируют активность пейсмекеров СХЯ. Сигналы из СХЯ, которые изменяются в соответствии с суточным ритмом, передаются в паравентрикулярное ядро (ПВЯ) гипоталамуса, а оттуда в составе интермедиолатерального столба спинного мозга доходят до верхнего шейного ганглия. Симпатические постганглионарные норадренергические волокна иннервируют мелатонин-секретирующие клетки в эпифизе. Норадреналин действует на постсинаптические β1- и α1-адренорецепторы в клетках эпифиза, которые запускают механизмы синтеза мелатонина. Возбуждение СХЯ, вызванное светом, вызывает не возбуждение, а торможение нейронов верхнего шейного узла, соответственно, они снижают выброс норадреналина, а эпифиз в ответ на это снижает секрецию мелатонина. Таким образом, в темноте секреция мелатонина усиливается, а днём — уменьшается.

## Клеточный состав
В основном эпифиз состоит из пинеалоцитов — полигональных паренхиматозных клеток шишковидного тела, но также обнаружены четыре других типа клеток:
- интерстициальные эндокриноциты,
- периваскулярные фагоциты,
- нейроны шишковидного тела,
- пептидергические нейроноподобные клетки.

## Кровоснабжение эпифиза
Осуществляется ветвями задней мозговой и верхней мозжечковой артерий. Отток венозной крови осуществляется в большую мозговую вену или её проток.

## Эзотерика
Древнеиндийские философы считали эпифиз органом ясновидения и органом размышлений о перевоплощении душ.
Эпифиз называют железой внутренней секреции, чью функцию открыли последней. Вырабатываемый ею диметилтриптамин вызывает изменённое состояние сознания, похожее на мистические переживания, в связи с чем вокруг функции железы сложилось несколько метафизических теорий.
Рене Декарт назвал эпифиз «вместилищем души», будучи убеждённым в его уникальном месте в анатомии человеческого мозга, как структуры, которая является непарной. Однако под микроскопом можно наблюдать, что эпифиз разделён на два полушария.

## Стимуляция
Британские ученые изобрели устройство, стимулирующее шишковидную железу. Стимуляция производится посредством яркого мигающего света, направленного в глаза пациента (при закрытых веках). Действие света, сопровождаемое музыкой, погружает пациента в состояние, аналогичное медитативному трансу.